# بورکی سفلی
بورکی سفلی، روستایی از توابع بخش خشت و کمارج شهرستان کازرون در استان فارس ایران است.

## جمعیت
این روستا در دهستان خشت قرار دارد و براساس سرشماری مرکز آمار ایران در سال ۱۳۸۵، جمعیت آن ۲۶۹ نفر (۴۶خانوار) بوده‌است.

## مردم
مردم این روستا از طوایف لر لیراوی می باشند.